# Heiji-Rebellion
Die Heiji-Rebellion (jap. 平治の乱 Heiji no ran) war ein kurzer Bürgerkrieg, der zu Beginn des Jahres 1160 während der Heian-Zeit in Japan stattfand. Es handelte sich um eine kriegerische Auseinandersetzung zwischen den Clans der Taira und der Minamoto um die politische Kontrolle am Hof des ins Kloster zurückgezogenen Kaisers Go-Shirakawa. Die Heiji-Rebellion wird als direktes Ergebnis der Hōgen-Rebellion von 1156 angesehen; aber im Gegensatz zum früheren Konflikt, bei dem es sich um einen Streit zwischen Mitgliedern desselben Clans handelte, war dies eher ein Machtkampf zwischen zwei rivalisierenden Clans. Er wird auch als Vorläufer eines umfassenderen Bürgerkriegs gesehen, des Gempei-Kriegs von 1180 bis 1185.
Das Substantiv Heiji bezieht sich auf ein Nengō in der japanischen Zeitrechnung. Es kommt nach Hōgen und vor Eiryaku. Somit fand die Heiji-Rebellion während der Heiji-Ära statt, die den Zeitraum von April 1159 bis Januar 1160 umfasst.

## Ursachen
Nach der Hōgen-Rebellion übten die mächtigsten Samurai-Familien, die Taira und die Minamoto, einen großen Einfluss auf den Kaiserhof aus. Die Beziehungen zwischen den Clans verschlechterten sich rasch. Die Taira, die mit Unruhe die zunehmende Macht der Minamoto sahen, näherten sich dem Kaiser Go-Shirakawa an. Dieser zog sich am 5. September 1158 in ein Kloster zurück und dankte ab. Nach der formellen Inthronisation seines Sohnes Nijō lag die Verwaltung aller Angelegenheiten weiterhin vollständig in den Händen von Go-Shirakawa (dieses Regierungssystem nennt sich Insei).
Ende 1159 verließ Taira no Kiyomori, Oberhaupt des Taira-Clans und Unterstützer von Kaiser Nijō, die Hauptstadt Kyōto mit seiner Familie, um sich auf eine Pilgerreise zu begeben. Dies bot seinen Feinden, Fujiwara no Nobuyori und dem Minamoto-Clan, die perfekte Gelegenheit, einen Aufstand anzuzetteln. Der Beginn der Heiji-Rebellion wird auf den 19. Januar 1160 datiert.

## Verlauf
Bei der Belagerung des Sanjō-Palastes entführten Nobuyori und seine Minamoto-Verbündeten den abgedankten Kaiser Go-Shirakawa und Kaiser Nijō, dabei setzten sie auch den Palast in Brand. Minamoto no Yoshitomo und Fujiwara no Nobuyori stellten die beiden Kaiser unter Hausarrest und töteten seinen Gefolgsmann, den Gelehrten Fujiwara no Michinori. Nobuyori ließ sich selbst zum kaiserlichen Kanzler erklären und begann, seine Pläne für die politische Macht in die Tat umzusetzen. Die Minamoto hatten jedoch militärisch nicht gut genug geplant und waren nicht darauf vorbereitet, die Stadt gegen Kiyomori zu verteidigen. Nach dessen Rückkehr unternahmen die Minamoto keine entscheidenden Aktionen und zögerten. Kiyomori machte Nobuyori einige Friedensvorschläge, was jedoch eine Finte war. Nachdem er Nobuyori so zur Sorglosigkeit verleitet hatte, ermöglichte es Kijomori, dass Nijō und Go-Shirakawa auf seine Seite entkommen konnten.
Kiyomori erhielt im Gegenzug eine finanzielle Zuwendung des Kaisers für den Angriff auf Yoshitomo und Nobuyori. Taira no Shigemori (Kiyomoris ältester Sohn) befehligte 3.000 Kavalleristen und griff den Kaiserpalast an, in dem sich Yoshitomo und Nobuyori verschanzt hatten. Nobuyori floh, aber Minamoto no Yoshihira (Yoshitomos ältester Sohn) verteidigte sich und es resultierte eine erbitterte Schlacht. Yoshihira kämpfte hart und verfolgte Shigemori auf dem Gelände des Kaiserpalastes. Die Taira-Truppen zogen sich daraufhin zurück und die Minamoto verließen den Kaiserpalast, um diese zu verfolgen. Die Flucht war jedoch nur vorgetäuscht, denn unterdessen besetzte eine abkommandierte Taira-Truppe den Palast. Den Kräften der Minamoto war nun der Rückzug abgeschnitten. Sie griffen bei Rokuhara einen Stützpunkt Kiyomoris an. Erneut entbrannte eine heftige Schlacht, an deren Ende die Minamoto einen ungeordneten Rückzug antraten.

## Folgen
Taira no Kiyomori entschied den Krieg für sich. Yoshitomo wurde verraten und auf der Flucht aus Kyōto in der Provinz Owari von einem Gefolgsmann ermordet. Die beiden Söhne Yoshitomos, Minamoto no Tomonaga und Minamoto no Yoshihira, wurden ebenfalls getötet. Drei weitere Söhne, nämlich Yoritomo (damals erst 13 Jahre alt und künftiger Gründer des Kamakura-Shōgunats), Noriyori und Yoshitsune blieben jedoch verschont. Taira no Kiyomori verbannte danach Yoritomo, den Sohn Yoshitomos, beschlagnahmte Vermögen und Land von den Minamoto und bildete die erste von den Samurai dominierte Regierung unter Führung der Taira in der Geschichte Japans. Die Rivalität zwischen den Clans Minamoto und Taira wurde durch die Heiji-Rebellion noch verschärft. Dies führte zum Gempei-Krieg, der mit der entscheidenden Niederlage der Taira in der Seeschlacht von Dan-no-ura im Jahr 1185 endete.
Das in der Kamakura-Zeit entstandene Epos Heiji Monogatari handelt von den Heldentaten der Samurai, die an der Heiji-Rebellion teilnahmen. Zusammen mit dem Hōgen Monogatari und dem Heike Monogatari beschreibt es den Aufstieg und den Fall der Clans der Minamoto und Taira.